# Sluzavci
Koljeno Sluzavci (Sarcodina) spada u carstvo Protista. 
Neki predstavnici imaju ljušturice vrlo složene građe, dok kod nekih potpuno izostaju. Žive u moru, vodama na kopnu, u tlu, a neke vrste žive kao komenzali ili paraziti. 
Prema građi pseudopodija sluzavci se dijele na dva razreda:
- Rhizopodia - korjenonošci
- Actinopodia - zrakastonozi.